# Bansin
 (juin 2017).
Si vous disposez d'ouvrages ou d'articles de référence ou si vous connaissez des sites web de qualité traitant du thème abordé ici, merci de compléter l'article en donnant les références utiles à sa vérifiabilité et en les liant à la section « Notes et références ».
Bansin est une station balnéaire de l'île d'Usedom en Allemagne au bord de la mer Baltique. Elle fait partie de la commune d'Heringsdorf. Elle a été lancée au milieu du XIXe siècle, surtout à l'époque wilhelminienne. Avec ses voisines Ahlbeck, Heringsdorf et Swinemünde, c'étaient les « bains de l'empereur » (Kaiserbäder). Swinemünde a été attribuée à la Pologne en 1945, les trois autres sont restées en Allemagne. Elles n'ont cessé d'être des destinations touristiques. Elle comprend environ 2 500 habitants.